# Forecasting Love and Weather
Forecasting Love and Weather, (hangeul : 기상청 사람들: 사내연애 잔혹사 편 ; RR : Gisangcheong Saramdeul: Sanaeyeonae Janhoksa Pyeon) est une série télévisée sud-coréenne. La série a été diffusée sur JTBC du 12 février 2022.

## Synopsis
Au service météorologique national, l'amour semble aussi imprévisible que le soleil et la pluie ou le beau temps pour une prévisionniste assidue et son collègue à l'esprit libre.

## Distribution

### Acteurs principaux
- Park Min-young (VF : Zina Khakhoulia) : Jin Ha-kyung[3]
  - Park Seo-kyung : Jin Ha-kyung (jeune)
- Song Kang (VF : Martin Faliu) : Lee Shi-woo[4]
- Yoon Park (VF : Stanislas Forlani) : Han Ki-joon[5]
- Yura (VF : Alexia Papineschi) : Chae Yoo-jin[6]

### Acteurs secondaires
- Kim Mi-kyung (en) (VF : Véronique Augereau) : Bae Soo-ja[7]
- Jeong Woon-seon (VF : Marie Facundo) : Jin Tae-kyung
- Bae Myung-jin (VF : Kévin Goffette) : Park Joo-moo[8],[9]
- Moon Tae-yu (VF : Adrien Larmande) : Shin Seok-ho[10]
- Lee Sung-wook (en) (VF : Emmanuel Curtil) : Eom Dong-han
- Yoon Sa-bong (en) (VF : Fouzia Youssef-Holland) : Oh Myung-joo[11]
- Kwon Hae-hyo (VF : Julien Kramer) : Ko Bong-chan
- Lee Tae-gum : Prévisionniste météorologique local membre de l'Administration météorologique coréenne[12],[13]
- Chae Seo-eun (VF : Valérie Bachère) : Kim Soo-jin[14]

 Source et légende : version française (VF) sur RS Doublage et carton de doublage français.

## Production

### Fiche technique
- Titre original : 기상청 사람들: 사내연애 잔혹사 편
- Titre international : Forecasting Love and Weather
- Réalisation : Cha Young-hoon
- Scénario : Seon Yeong
- Production : Pyo Jong-rok, Kim Hyeong-cheol

Production déléguée : Kim Do-kyun, Hwang Ra-kyung, Kang Ra-young
- Sociétés de production : NPIO Entertainment, JTBC Studios (en)
- Sociétés de distribution : JTBC (Corée du Sud) ; Netflix (monde)
- Pays d’origine :  Corée du Sud
- Langue originale : coréen
- Format : couleur - Dolby Digital - HD 1080i
- Genres : Comédie romantique
- Épisodes : 16
- Durée : 70 minutes
- Dates de diffusion :
  - Corée du Sud : 12 février 2022 sur JTBC